# غريسي
غريسي يليانا ريندون سيبالوس (من مواليد 30 أكتوبر 1992) ، و المعروفة باسم غريسي (بالإسبانية: Greeicy) (تلفظ بالإسبانية: /ˈɡɾejsi/ ) ، هي ممثلة ومغنية كولومبية.

## روابط خارجية
- غريسي على موقع IMDb (الإنجليزية)
- غريسي على موقع ميوزك برينز (الإنجليزية)
- غريسي على موقع أول ميوزيك (الإنجليزية)
- غريسي على موقع ديسكوغز (الإنجليزية)